# Giro di Lombardia 1999
La Giro di Lombardia 1999, novantatreesima edizione della corsa e valida come evento di chiusura della Coppa del mondo di ciclismo su strada 1999, fu disputata il 16 ottobre 1999, per un percorso totale di 262 km. Fu vinta dall'italiano Mirko Celestino, al traguardo con il tempo di 6h21'50" alla media di 41,17 km/h.
Partenza a Varese con 169 ciclisti; di essi 57 portarono a termine il percorso.

## Squadre e corridori partecipanti
| N. | Cod. | Squadra                          |
| -- | ---- | -------------------------------- |
|    | AMI  | Amica Chips-Costa de Almería     |
|    | BAL  | Ballan-Alessio                   |
|    | C.A  | Crédit Agricole                  |
|    | COF  | Cofidis, le Crédit par Téléphone |
|    | CSO  | Casino-Ag2r                      |
|    | CTA  | Cantina Tollo-Alexia Alluminio   |
|    | FDJ  | Française des Jeux               |
|    | FES  | Festina-Lotus                    |
|    | LAM  | Lampre-Daikin                    |
|    | LOT  | Lotto-Mobistar                   |
|    | MAP  | Mapei-Quick Step                 |

| N. | Cod. | Squadra                 |
| -- | ---- | ----------------------- |
|    | MER  | Mercatone Uno-Bianchi   |
|    | MOB  | Mobilvetta-Northwave    |
|    | NAV  | Navigare-Gaerne         |
|    | PLT  | Team Polti              |
|    | RAB  | Rabobank                |
|    | SAE  | Saeco-Cannondale        |
|    | TEL  | Team Deutsche Telekom   |
|    | TVM  | TVM-Farm Frites         |
|    | VIN  | Vini Caldirola-Sidermec |
|    | VIT  | Vitalicio Seguros       |

## Ordine d'arrivo (Top 10)
| Pos. | Corridore         | Squadra       | Tempo    |
| ---- | ----------------- | ------------- | -------- |
| 1    | Mirko Celestino   | Team Polti    | 6h21'50" |
| 2    | Danilo Di Luca    | Cantina Tollo | s.t.     |
| 3    | Eddy Mazzoleni    | Saeco         | s.t.     |
| 4    | Oscar Camenzind   | Lampre-Daikin | a 2"     |
| 5    | Dmitrij Konyšev   | Mercatone Uno | s.t.     |
| 6    | Markus Zberg      | Rabobank      | a 11"    |
| 7    | Marco Serpellini  | Lampre-Daikin | s.t.     |
| 8    | Marco Velo        | Mercatone Uno | s.t.     |
| 9    | Paolo Bettini     | Mapei         | s.t.     |
| 10   | Christophe Moreau | Festina-Lotus | s.t.     |